# 商夔纹象尊
商夔纹象尊，又称子母象尊、双象尊、商青铜象尊、象尊，商朝晚期青铜器，出土于中国湖南，现藏于美国弗利尔艺术馆。

## 历史背景
殷商时期，中国黄河流域仍有象群分布，《吕氏春秋·古乐篇》载“商人服象，为虐于东夷。”象尊是商代常见的酒器，容庚《商周彝器通考》與《殷墟青铜器通论》中曾收录有包括现藏于弗利尔艺术馆的这一尊在内的三只象尊。

## 出土与收藏
该文物被认为出土于湖南省，有资料明确的称其在湖南省長沙市宁乡市出土，也有资料称其可能出土于河南省安阳市。确切出土日期不详。
该文物曾被美国波士顿的私人收藏家希金森（F. L. Higginson）收藏。1936年，弗利尔艺术馆利用查尔斯·朗·弗利尔捐赠基金经波士顿山中商会（Yamanaka and Company, Boston）购得该文物，并收藏至今。
2023年2月25日至2024年4月28日间，该文物正在弗利尔艺术馆的“安阳：中国古代王城”（Anyang: China's Ancient City of Kings）展览中展出。

## 形制
该象尊高17.2厘米，长21.2厘米，宽10.6厘米，分为器身和器盖两部分，是截至2018年已出土的五件青铜象尊中唯一全器保留的。器身为站立的亚洲象母象造型的容器，体型肥硕丰满，四足坚实，足有五趾，双钩鸡心形耳，高高举起的鼻子中空，兼为尊的流。母象背部开有一个椭圆形口，上有器盖，盖钮为一头小象，造型与母象相同，但体形要小
母象尾部有立体纹饰，额上也有一对涡状蟠虺纹，象鼻饰鳞纹。象身以云雷纹衬托，布有夔纹（龙纹）、四瓣花纹等，夔纹无足无鬣，象腿饰兽面纹。

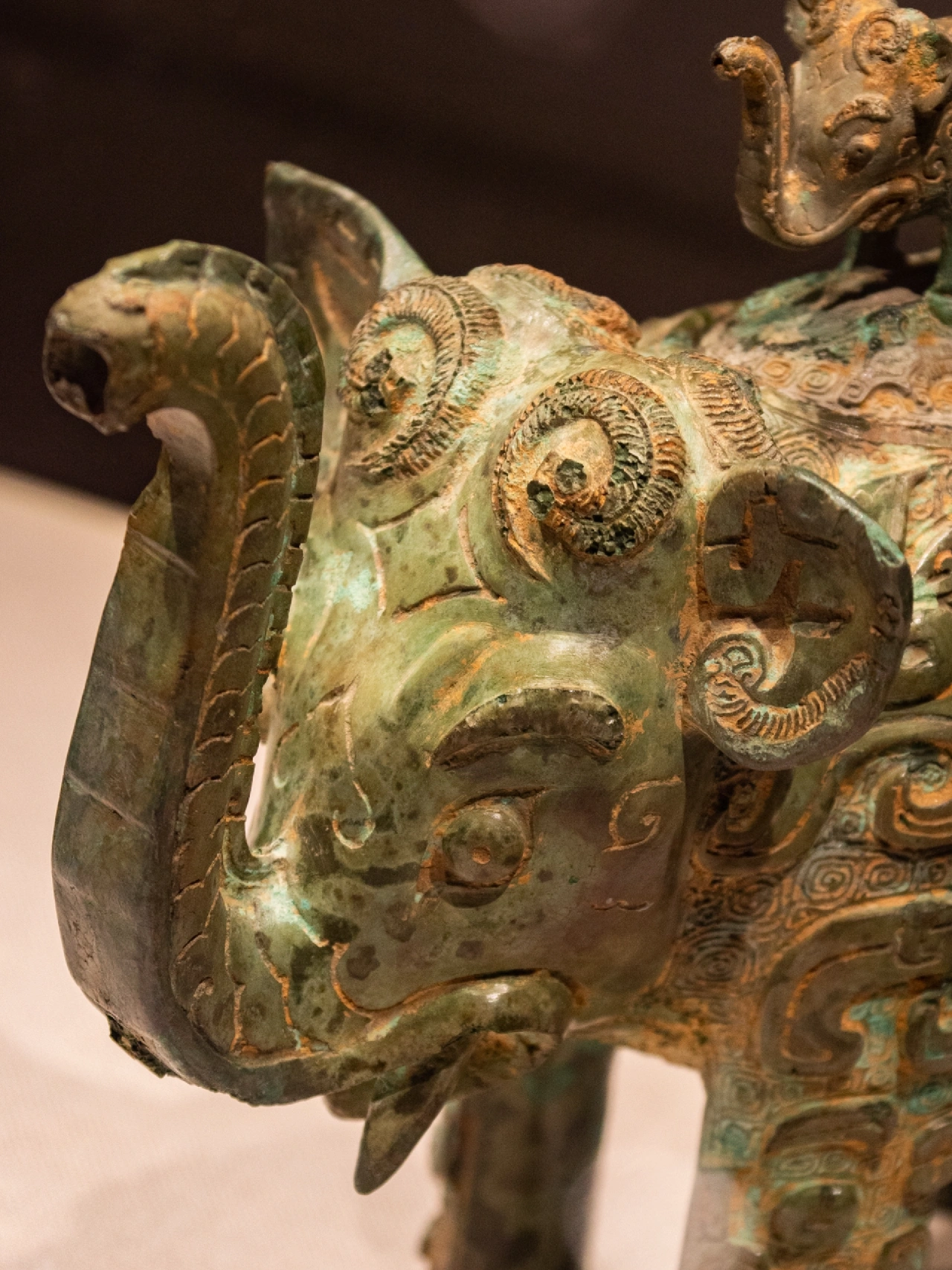
大象头部与鼻子
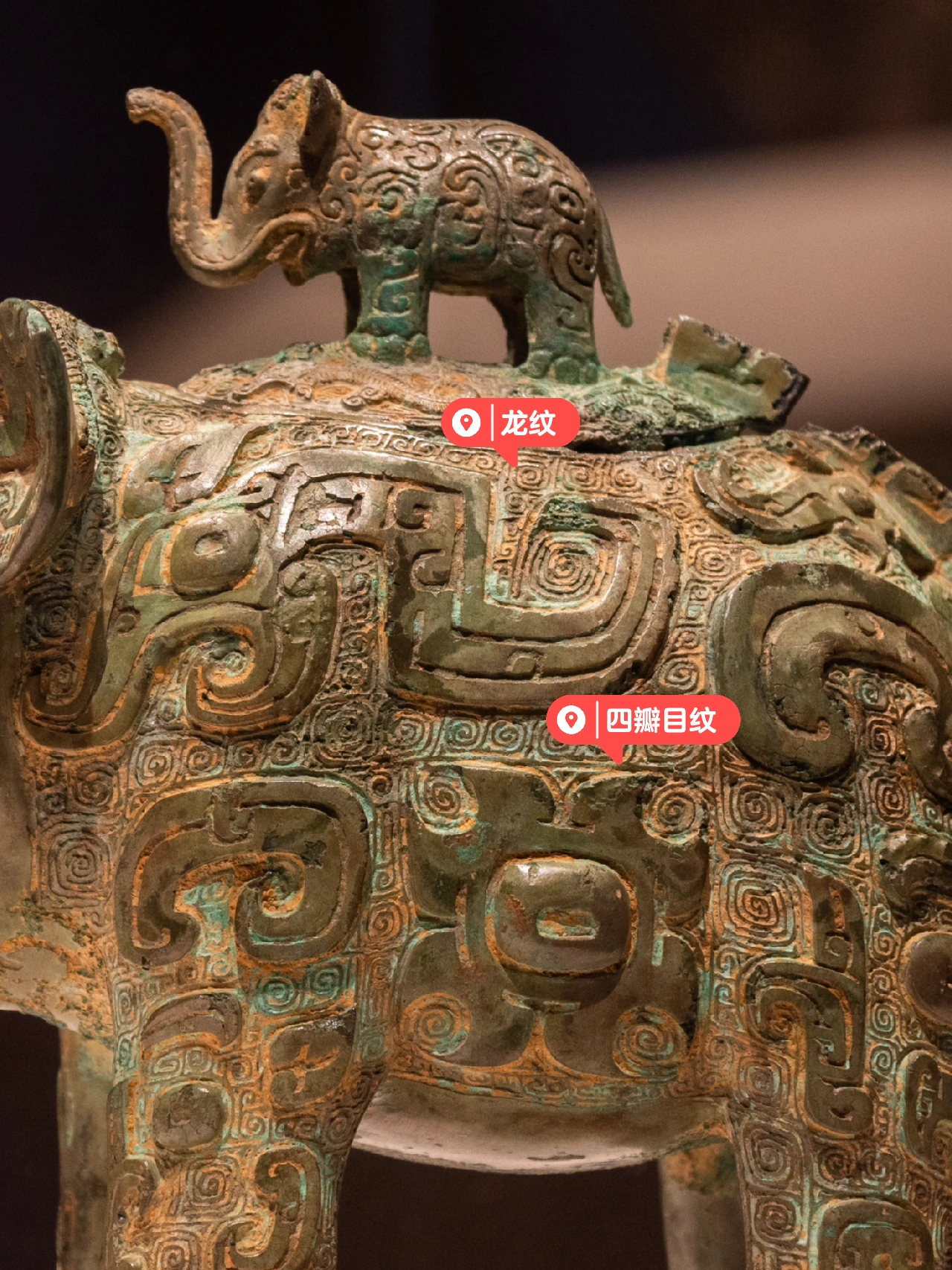
纹饰

## 相关
1975年，湖南省株洲市醴陵市左权镇曾出土一件象尊，与这只子母象尊形制非常相近，但尊盖已缺失，现藏湖南省博物馆。
2002年，美国俄勒冈州波特兰市中心的北公園區的户外青铜雕塑“大同與西安寶寶”取材于该文物。